# Pleucadeuc
Pleucadeuc (tiếng Breton: Plegadeg) là một xã ở tỉnh Morbihan trong vùng Bretagne tây bắc Pháp. Xã này có diện tích 34,56 km², dân số năm 1999 là 1482 người. Khu vực này có độ cao từ 7-99 mét trên mực nước biển.
Cư dân của Pleucadeuc danh xưng trong tiếng Pháp là Pleucadeuciens.